# Positive (album)
Positive – jedenasty album studyjny Black Uhuru, jamajskiej grupy muzycznej wykonującej roots reggae.
Płyta została wydana w roku 1987 waszyngtońską wytwórnię RAS Records (w Europie ukazała się nakładem niemieckiego labelu Bellaphon Records). Nagrania zostały zarejestrowane w Music Mountain Studio w Kingston. Ich produkcją zajął się Steven Stanley.

## Lista utworów
1. "Positive"
2. "Dry Weather House"
3. "I Create"
4. "My Concept"
5. "Cowboy Town"
6. "Fire City"
7. "Space Within Your Heart"
8. "Pain"

## Muzycy

### Black Uhuru
- Junior Reid - wokal
- Duckie Simpson - wokal
- Janet "Olafunke" Reid - chórki, wokal w utworze "I Create"

### Instrumentaliści
- Earl "Chinna" Smith - gitara
- Robbie Shakespeare - gitara basowa
- Sly Dunbar - perkusja
- Christopher "Sky Juice" Blake - perkusja
- Tony "Asha" Brissett - keyboard
- Stephen "Cat" Coore - wiolonczela
- Ronald "Nambo" Robinson - puzon
- Howard Alston - saksofon
- Dean Fraser - saksofon
- David Madden - trąbka
- Junior "Chico" Chin - trąbka